# Marie Danet
Marie Danet, all'anagrafe Marie Augustine Marcelle Engrand (Maisons-Laffitte, 20 luglio 1877 – Parigi, 15 febbraio 1958), è stata una tennista francese.

## Biografia
Giunse in finale all'Open di Francia singolare femminile del 1912, venne sconfitta da Jeanne Matthey.